# Kristen Faulkner
Kristen Faulkner (Homer, 18 dicembre 1992) è una ciclista su strada e pistard statunitense che corre per il team EF-Oatly-Cannondale.
Attiva tra le Elite UCI dal 2020, su strada ha vinto la prova in linea ai Giochi olimpici di Parigi 2024, la prova a cronometro ai Giochi panamericani 2023, due tappe al Giro d'Italia e una alla Vuelta a España; su pista sempre ai Giochi di Parigi 2024 ha vinto la prova di inseguimento a squadre.

## Palmarès

### Strada
- 2020 (Team Tibco-SVB, una vittoria)

4ª tappa Tour Cycliste Féminin International de l'Ardèche (Meyrueis > Monte Lozère)
- 2021 (Team Tibco-SVB, una vittoria)

1ª tappa Ladies Tour of Norway (Halden > Sarpsborg)
- 2022 (Team BikeExchange-Jayco, tre vittorie)

2ª tappa Giro di Svizzera (Vaduz > Vaduz, cronometro)
1ª tappa Giro Donne (Cagliari > Cagliari, cronometro)
9ª tappa Giro Donne (San Michele all'Adige > San Lorenzo Dorsino)
- 2023 (Team Jayco AlUla, una vittoria)

Giochi panamericani, Prova a cronometro
- 2024 (EF Education-Cannondale, sei vittorie)

Omloop van het Hageland
2ª tappa Trofeo Ponente in Rosa (Diano Marina > Diano Marina)
3ª tappa Trofeo Ponente in Rosa (Aregai > Diano Marina)
4ª tappa Vuelta a España (Molina de Aragón > Saragozza)
Campionati statunitensi, Prova in linea
Giochi olimpici, Prova in linea

#### Altri successi
- 2022 (Team Bike Exchange-Jayco)

Classifica scalatrici Giro Donne
- 2024 (EF Education-Cannondale)

Classifica a punti Trofeo Ponente in Rosa
Classifica scalatrici Trofeo Ponente in Rosa

### Pista
- 2024

Giochi olimpici, Inseguimento a squadre (con Jennifer Valente, Lily Williams e Chloé Dygert)

## Piazzamenti

### Grandi Giri
- Giro d'Italia

2021: non partita (8ª tappa)
2022: 11ª
- Tour de France

2022: 40ª
2024: 38ª
- Vuelta a España

2023: 28ª
2024: 12ª

### Classiche monumento
- Giro delle Fiandre

2020: 31ª
2021: 10ª
2024: 21ª
- Parigi-Roubaix

2021: ritirata
- Liegi-Bastogne-Liegi

2020: 20ª
2021: 24ª
2023: 68ª

### Competizioni mondiali
- Campionati del mondo

Fiandre 2021 - In linea Elite: 52ª
Wollongong 2022 - Cronometro Elite: 6ª
Wollongong 2022 - In linea Elite: 61ª
Zurigo 2024 - In linea Elite: 35ª
- World Tour

2020: 92ª
2021: 12ª
- Giochi olimpici

Parigi 2024 - In linea: vincitrice
Parigi 2024 - Inseguimento a squadre: vincitrice